# Trae Coyle
Trae Bailey Coyle (* 11. Januar 2001 in London) ist ein englischer Fußballspieler.

## Karriere

### Verein
Coyle wurde im Londoner Stadtteil Camden geboren. 2009 trat er im Alter von acht Jahren der Akademie des FC Arsenal bei. Im Dezember 2017 debütierte er für die U-23 in der englischen Reserveliga, der Premier League 2. Im Sommer 2019 rückte er schließlich fest in den Kader der Reservemannschaft auf. Ein Jahr später wurde er an den Drittligisten FC Gillingham verliehen, für den er 13 Partien in der EFL League One absolvierte und dabei zwei Tore schoss. Anfang 2021 kehrte der Stürmer zur U-23 des FC Arsenal zurück. Nach insgesamt 31 Ligaspielen für die Reserve der Gunners, in denen er drei Tore erzielte, wechselte er im Sommer 2021 in die Schweiz zum Erstligisten FC Lausanne-Sport.

### Nationalmannschaft
Coyle spielte viermal für die englische U-16-Auswahl. Im Jahr 2018 bestritt er drei Partien für das U-17-Team.